# Fesenkov (cràter)
Fesenkov és un cràter d'impacte situat a la cara oculta de la Lluna, a l'est-sud-est del destacat cràter Tsiolkovski, i a menys d'un diàmetre al nord del cràter Stark.

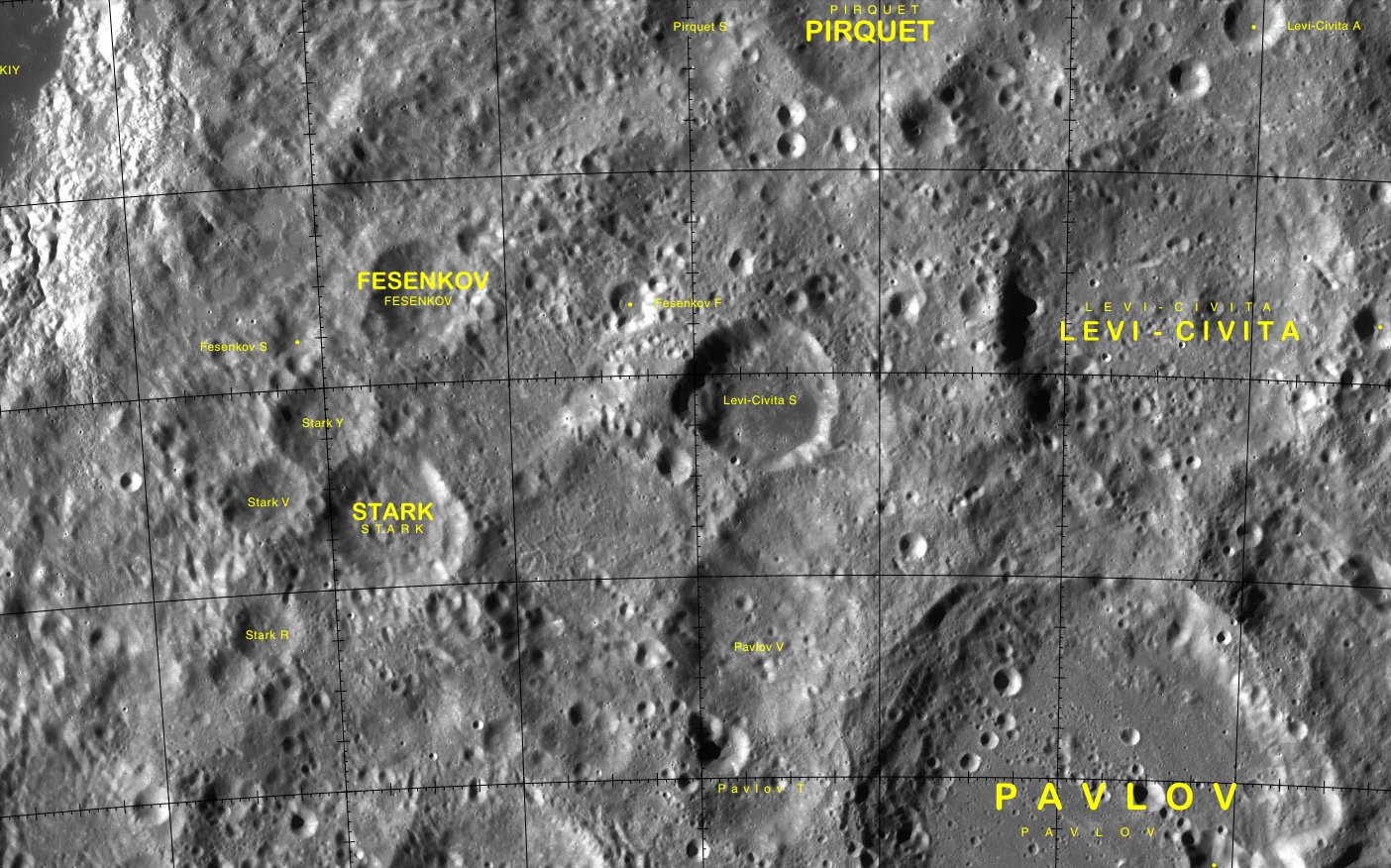
Localització de Fesenkov (centre esquerra de la imatge)
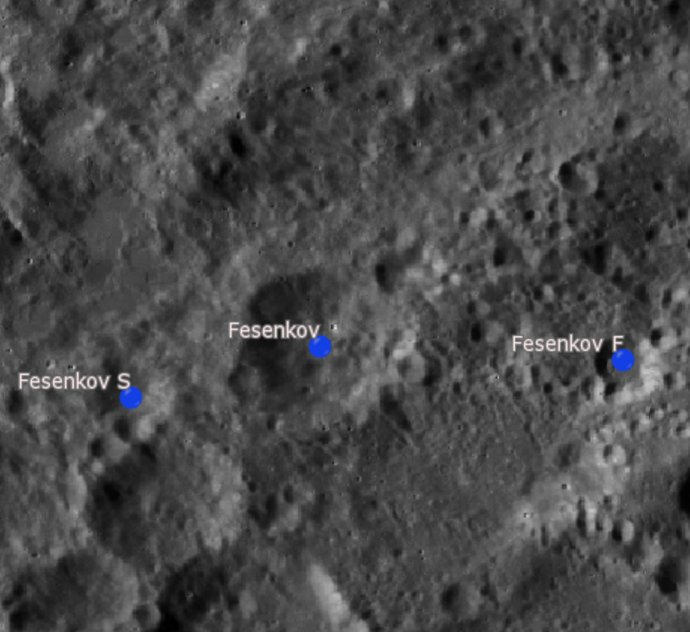
Cràters satèl·lit
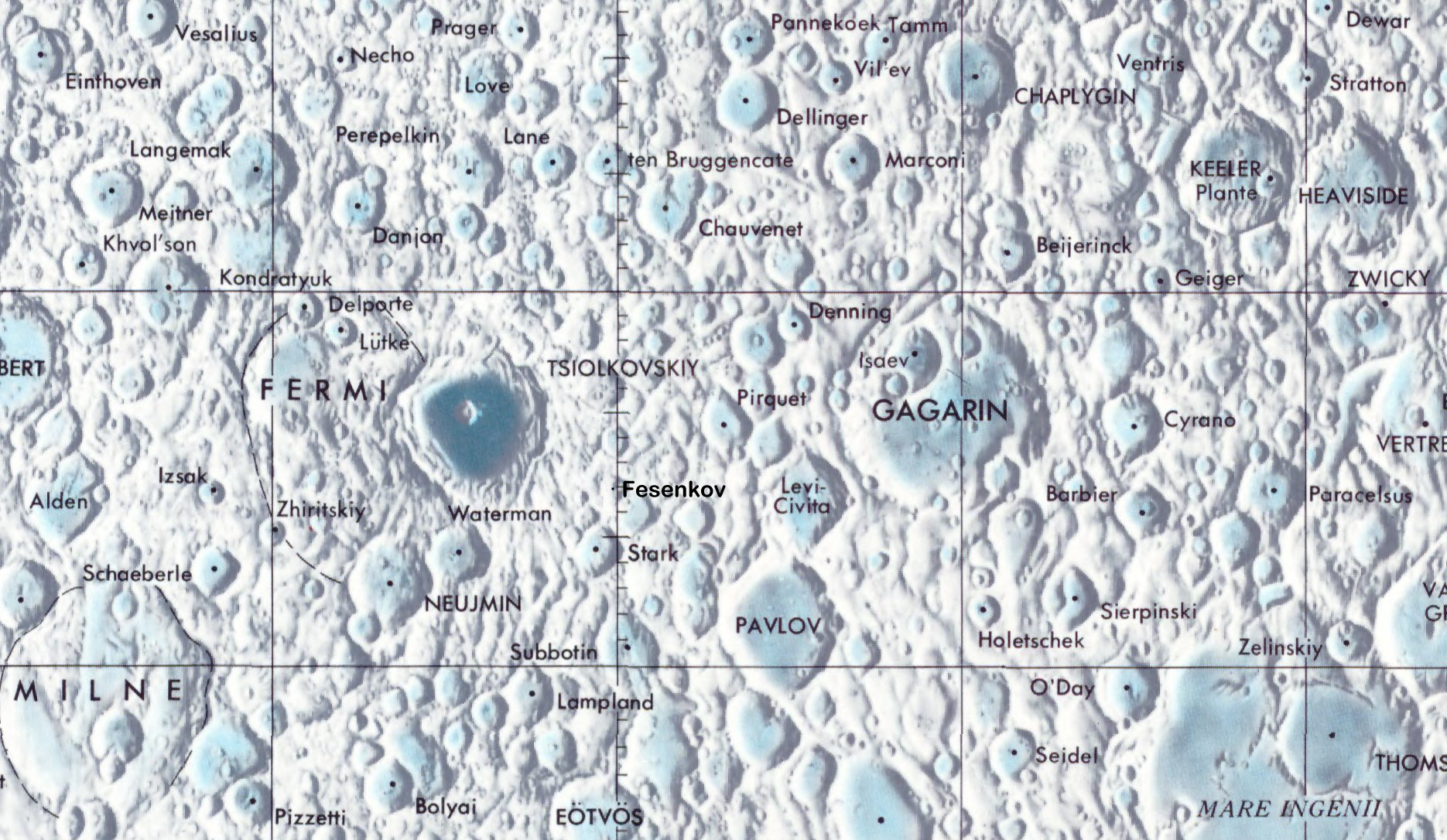
Rodalies de Fesenkov (centre de la imatge)

Es tracta d'un element erosionat, amb una vora exterior irregular i una mica rugosa a causa d'una successió de petits impactes als voltants. El sòl interior és una mica irregular, sobretot a la meitat oriental, presentant una lleugera elevació al punt mitjà. Des del nord-est de la vora exterior, una cadena d'impactes secundaris minúsculs condueix radialment al punt d'impacte del cràter Tsiolkovski, situat cap a l'est.

## Cràters satèl·lit
Per convenció aquests elements són identificats en els mapes lunars posant la lletra en el costat del punt central del cràter que està més proper a Fesenkov.
| Fesenkov | Coordenades                            | Diàmetre |
| -------- | -------------------------------------- | -------- |
| F        | 23° 18′ S, 137° 18′ E / 23.3°S,137.3°E | 16 km    |
| S        | 23° 30′ S, 133° 48′ E / 23.5°S,133.8°E | 17 km    |